# Kriterion (tijdschrift)
Kriterion is een in Salzburg sinds 1991 jaarlijks uitgegeven filosofisch vaktijdschrift, dat zich als forum voor wetenschappelijke bijdragen uit het domein van de filosofie ziet. In dit tijdschrift worden nog niet eerder verschenen artikelen in het Duits en in het Engels gepubliceerd. 